# María Xesús Lama López
María Xesús Lama López (Lugo, 1964) és una filòloga, assagista, traductora i professora universitària gallega.
El 1987 es va llicenciar en filologia galaicoportuguesa i en filologia hispànica a la Universitat de Santiago de Compostel·la i el 2002 es va doctorar a la Universitat de Barcelona amb la tesi Celtismo e materia de Bretaña na literatura galega: cara a un contradiscurso histórico ficcional na obra de Xosé Luís Méndez Ferrín, sobre l'ús del llegendari celta i de la matèria de Bretanya a la literatura gallega. Actualment és professora de literatura gallega a la Universitat de Barcelona Les seves recerques es basen en l'obra de Rosalía de Castro, de qui n'ha editat Cantares galegos, la literatura gallega a l'emigració i a l'exili i com tracta la literatura gallega l'origen cèltic de Galícia. També ha traduït obres de l'alemany, el català i l'anglès al gallec. És membre de l'Associació d'Escriptors en Llengua Gallega i de l'Associació Internacional d'Estudis Gallecs.
En 2018 va guanyar el Premi Nacional d'Assaig amb Rosalía de Castro. Cantos de independencia e liberdade (1837-1863), una revisió de la figura literària de Rosalía de Castro.

## Obres
- Contos de Hoffmann, d'Ernst Theodor Amadeus Hoffmann, 1996, ISBN 84-89377-06-5
- Vinte e nove contos, de Quim Monzó. Santiago de Compostela: Sotelo Blanco, 2008
- Cunqueiro en Cataluña: un modelo de relacións intersistémicas (2012)
- Rosalía de Castro. Cantos de independencia e liberdade (1837-1863) (2018)